# Шумейкър-Леви 9
Шумейкър-Леви 9 (номенклатурно име: D/1993 F2) е комета, която не се върти около Слънцето, а около планетата Юпитер, в чиято орбита е била прихваната 25-30 години преди датата на откриването. През 1994 г. се сблъсква с планетата Юпитер, като преди това се разпада на най-малко 20 части.

## Откриване
Кометата е открита на 24 март 1993 г. чрез обсерваторията „Паломар“ в Калифорния от астрономите Юджийн Шумейкър, Каролин Шумейкър и Дейвид Леви, чието име носи. Числото „9“ след името показва, че това е деветата подред комета, открита от този екип учени.

## Сблъсък с Юпитер
След откриването на Шумейкър-Леви 9 е установено, че кометата е с параметри: перихелий 5,381 А.Е. ; ексцентрицитет 0,216; инклинация към еклиптиката 6° 00′; аргумент на периценътра 354° 53′; дължина на възходящия възел 220° 32′; средна аномалия 242,7°; сидеричен период 18,0 години. Абсолютната звездна величина е 6m. 
Кратко след откритието се появяват съобщения, че кометата е фрагментирана и че има вероятност от сблъсък с Юпитер. При поредното сближаване с планетата през юни-юли 1994 г. кометата преминава Границата на Рош, раздробява се под влияние на приливните сили и 22-та фрагмента се врязват в атмосферата на Юпитер със скорост 60 km/s (216 000 km/h). Ударите оставят видими с месеци петна, някои с диаметър сравним с този на Земята. Наблюденията от Земята са затруднени поради факта, че ударите са по южното полукълбо на Юпитер от обратната му страна, гледано от Земята, но са заснети от приближаващия космически апарат Галилео от разстояние 1,6 а.е. Благодарение на бързото въртене на Юпитер около оста си, петната стават видими от Земята след няколко часа и са заснети от космическия телескоп Хъбъл.
Първият фрагмент А се врязва в атмосферата на Юпитер на 16 юли, при което възниква експлозия с температура 24 000 К и изхвърлените газове изригват на височина до 3000 km и стават видими от Земята. Най-големият фрагмент G се сблъсква с атмосферата на 18 юли. Възниква петно с диаметър 12 000 km (сравним с диаметъра на Земята), а енергията на взрива е оценена на 6 милиона мегатона тротилов еквивалент (600 пъти повече от целия ядрен арсенал на Земята). По оценки, подобен сблъсък на Юпитер се случва веднъж на няколко хилядолетия. 
Сблъсъкът е широко отразен в световните медии, а кометата е наблюдавана отблизо от астрономите по света. Сблъсъкът предоставя важна информация за Юпитер и осветлява неговата роля за защита от сблъсък с космически тела на планетите от вътрешната Слънчева система.